# Lynel Kitambala
Lynel Darcy Kitambala est un footballeur français d'origine congolaise né le 26 octobre 1988 à Creil. Il joue au poste d'attaquant au Tremblay FC.

## Biographie
Il passe par le centre de formation de l'Association de la jeunesse auxerroise. Il atteint la finale de la Coupe Gambardella avec Auxerre contre Sochaux, finale dans laquelle il sera le premier buteur mais Auxerre s'inclinera aux tirs au but.
Il ne joue que très peu et est souvent laissé avec la réserve de l'AJA avec laquelle il marque 15 buts en 30 matchs en 2007-2008. Au mercato d'été 2009, il est prêté pour la saison au Dijon FCO.
Kitambala est appelé en dans les différentes équipes de jeunes de l'équipe de France (16 ans, 17 ans, 18 ans, espoir).
Il a disputé en mai 2010 le tournoi de Toulon et marqué quatre buts. Un magnifique ciseau en phase de poule, un but et une passe décisive lors de la demi-finale perdue contre le Danemark puis un doublé lors de la petite finale permettent à la France de finir troisième.
Promis à un brillant avenir, l'attaquant Lynel Kitambala réalise une belle saison sous le maillot de Dijon (13 buts pour 33 matchs) où il était prêté par Auxerre. L'entraîneur Jean Fernandez compte énormément sur son jeune joueur pour la saison suivante. Cependant, Kitambala ayant refusé une prolongation de contrat (son contrat se termine en 2011), il est contraint de jouer les premiers matchs de la saison avec la réserve de l'AJ Auxerre qui évolue en Championnat de France amateur. Finalement, il signe pour quatre ans le 20 août 2010 avec le FC Lorient. Dès son premier match sous ses nouvelles couleurs, le 28 août 2010, il s'illustre en inscrivant un premier but contre l'Olympique lyonnais, réalisant une grosse prestation et contribuant au succès de sa nouvelle équipe (2-0).
Le 31 août 2011, il signe pour quatre ans à l'AS Saint-Étienne. Mais après une première saison terne, il est prêté pour la saison 2012-2013 au SG Dynamo Dresde.
En juillet 2014, il quitte Saint-Etienne et signe un contrat de deux ans avec le Sporting de Charleroi, qu'il quitte en 2015 alors que son contrat court jusqu'en 2016.
En mars 2016, il signe un contrat courant jusqu’à la fin de la saison avec l'Union Saint-Gilloise.
En mars 2018 il s'engage avec le club slovaque du FK Senica.